# دان درايدن
دان درايدن هو سياسي أمريكي، ولد في 12 يوليو 1944 في هت سبرينغز في الولايات المتحدة، وتوفي في 30 أغسطس 2016 في رابيد سيتي في الولايات المتحدة. نشط حزبياً في الحزب الجمهوري. وقد انتخب عضو مجلس نواب داكوتا الجنوبية ‏.